# برنارد د ترملای
برنارد د ترملای (به انگلیسی: Bernard de Tremelay) چهارمین استاد بزرگ شوالیه‌های معبد از ۱۱۵۱ تا ۱۱۵۳ بود.